# Stefan Bradl
Stefan Bradl (ur. 28 listopada 1989 w Augsburgu) – niemiecki motocyklista. Syn Helmuta Bradla, zawodnika MMŚ, wicemistrza świata 250 cm³ z 1991 roku.

## Kariera

### 125 cm³
W MMŚ Stefan zadebiutował w 2005 roku, w najniższej kategorii 125 cm³, podczas GP Katalonii (nie dojechał jednak do mety). Na motocyklu KTM Niemiec wziął udział również w GP Niemiec oraz Czech. Pierwszy punkt w karierze uzyskał na czeskim torze Masaryk Circuit, plasując się na piętnastej pozycji.
W kolejnym sezonie Bradl wystartował w dziewięciu eliminacjach. Jedyne punkty ponownie uzyskał w czeskim Brnie, zajmując dwunaste miejsce. W roku 2007 przesiadł się na włoską maszynę Aprilia. Niemiec ponownie zaliczył dziewięć wyścigów. Tym razem jednak w każdej ukończonej rywalizacji plasował się w czołowej piętnastce, z czego czterokrotnie w pierwszej dziesiątce. Najlepiej spisał się podczas GP Portugalii, gdzie zajął szóstą lokatę. W klasyfikacji końcowej znalazł się na 18. pozycji.
Sezon 2008 rozpoczął od najniższego stopnia podium w GP Kataru. Pierwsze zwycięstwo odniósł na szczęśliwym dla siebie GP Czech, a kolejne trzy rundy później, w japońskim Motegi. W całym sezonie sześciokrotnie meldował się w pierwszej trójce, a podczas GP Indianapolis oraz Australii uzyskał najszybsze okrążenie. Świetne wyniki zaowocowały 4. miejscem w klasyfikacji generalnej.
Rok 2009 pomimo sporych nadziei był zdecydowanie słabszy w wykonaniu Bradla. W ciągu sezonu ani razu nie znalazł się na podium, a najlepszą uzyskaną pozycją okazało się czwarte miejsce w GP Japonii oraz Portugalii. Dorobek dwukrotnie mniejszy w stosunku do poprzedniego roku uplasował go na 10. lokacie.

### Moto2
W sezonie 2010 Niemiec awansował do pośredniej kategorii Moto2 (rok wcześniej jej pojemność wynosiła 250 cm³). Na motocyklu Suter Bradl notował nie najlepsze wyniki w początkowej fazie sezonu, jednak w drugiej części Stefan wyraźnie się poprawił, regularnie plasując się w czołowej dziesiątce. W przedostatniej rundzie o GP Portugalii Niemiec odniósł pierwsze zwycięstwo w karierze, po zaciętej walce z Włochem Alexem Baldolinim. Zdobyte punkty dały mu 9. miejscu.
Przełom nastąpił w 2011, wtedy to Bradl wywalczył tytuł mistrza świata kategorii Moto2, wygrywając pojedynek z cudownym dzieckiem hiszpańskich wyścigów motocyklowych, Markiem Márquezem. Wcześniej Stefan nie był w ogóle brany pod uwagę, jako jeden z faworytów zmagań, wymieniano za to m.in. debiutanta Marqueza, Włocha Iannone czy Thomasa Luthiego. Niemiec zaskoczył wszystkich i po 6 eliminacjach miał olbrzymią przewagę nad drugim zawodnikiem, dopiero podczas TT Holandii stracił więcej punktów nie dojeżdżając do mety, równocześnie swoją szarżę i powrót na szczyt rozpoczął Marquez, odrabiając 25 punktów do lidera na torze Assen.
Do pewnego momentu wszystkie znaki na niebie wskazały na to, że młody Hiszpan bez problemu odrobi i ostatecznie wyprzedzi Niemca, ale w Malezji uległ wypadkowi i musiał wycofać się z dalszej rywalizacji w mistrzostwach, w taki oto sposób tytuł trafił do rąk Bradla, który, jak sam przyznał, rozważał kiedyś nawet rezygnację ze ścigania, ponieważ nie osiągał satysfakcjonujących go rezultatów.

### MotoGP
Debiut MotoGP nie należał do specjalnie udanych, Stefan ani razu nie stanął na podium, przez większość czasu zaliczając po prostu solidne wyniki (najwyżej był we Włoszech, zajął tam 4 lokatę). Rok później, w 2013, musiał potwierdzić, że Honda nie myliła się co do jego umiejętności, a prezent w postaci fabrycznego motocykla zaprocentuje. Co prawda był to kolejny solidny sezon w wykonaniu Niemca, raz nawet wywalczył podium (2. miejsce Laguna Seca), jednakże wciąż brakowało błysku.
W 2014 roku zaczął swój trzeci sezon z teamem Lucio Cecchinello. Znacząco nie różnił się od poprzedniego, gdzie notował dobre wyniki (najbliżej podium był trzykrotnie: w GP Ameryki, GP Aragonii i GP Malezji). W kolejnym sezonie zmagań w MotoGP przeniósł się do NGM Forward Racing, w którym jego partnerem był Loris Baz, który również przeszedł z World Superbike. W sierpniu Niemiec przeszedł do Gresini Racing, ale tam nie odnalazł formy (z jedenastoma punktami zajął 18. miejsce w generalce).

## Statystyki

### Sezony
| Sezon | Klasa   | Motocykl       | Wyścigi | Zwycięstwa | Podium | PP | NO | Pkt  | Poz. koń. |
| ----- | ------- | -------------- | ------- | ---------- | ------ | -- | -- | ---- | --------- |
| 2005  | 125 cm³ | KTM            | 3       | 0          | 0      | 0  | 0  | 1    | 35        |
| 2006  | 125 cm³ | KTM            | 9       | 0          | 0      | 0  | 0  | 4    | 26        |
| 2007  | 125 cm³ | Aprilia        | 9       | 0          | 0      | 0  | 0  | 39   | 18        |
| 2008  | 125 cm³ | Aprilia        | 17      | 2          | 6      | 0  | 2  | 187  | 4         |
| 2009  | 125 cm³ | Aprilia        | 16      | 0          | 0      | 0  | 0  | 85   | 10        |
| 2010  | Moto2   | Suter          | 16      | 1          | 1      | 0  | 0  | 97   | 9         |
| 2011  | Moto2   | Kalex          | 16      | 4          | 11     | 7  | 3  | 274  | 1         |
| 2012  | MotoGP  | Honda          | 18      | 0          | 0      | 0  | 0  | 135  | 8         |
| 2013  | MotoGP  | Honda          | 16      | 0          | 1      | 1  | 0  | 156  | 7         |
| 2014  | MotoGP  | Honda          | 18      | 0          | 0      | 0  | 0  | 117  | 9         |
| 2015  | MotoGP  | Forward Yamaha | 177     | 0          | 0      | 0  | 0  | 17   | 18        |
| 2015  | MotoGP  | Aprilia        | 177     | 0          | 0      | 0  | 0  | 17   | 18        |
| 2016  | MotoGP  | Aprilia        | 5       | 0          | 0      | 0  | 0  | 23*  | 12*       |
| Razem |         |                | 161     | 7          | 19     | 8  | 5  | 1135 |           |

* – sezon w trakcie

### Klasy wyścigowe
| Klasa  | Sezony    | Pierwszy wyścig | Pierwsze podium | Pierwsza wygrana | Wyścigi | Zwycięstwa | Podium | PP | Najsz. okr. | Pkt. | WCh |
| ------ | --------- | --------------- | --------------- | ---------------- | ------- | ---------- | ------ | -- | ----------- | ---- | --- |
| 125 cc | 2005–2009 | Katalonia 2005  | Katar 2008      | Czechy 2008      | 54      | 2          | 6      | 0  | 2           | 316  | 0   |
| Moto2  | 2010–2011 | Katar 2010      | Portugalia 2010 | Portugalia 2010  | 33      | 5          | 12     | 7  | 3           | 371  | 1   |
| MotoGP | 2012–     | Katar 2012      | USA 2013        |                  | 74      | 0          | 1      | 1  | 0           | 448  | 0   |
| Razem  | 2005 –    |                 |                 |                  | 159     | 7          | 19     | 8  | 5           | 1135 | 1   |

### Starty
| Rok  | Klasa   | Motocykl       | 1      | 2      | 3      | 4      | 5      | 6      | 7      | 8      | 9      | 10     | 11     | 12      | 13     | 14     | 15      | 16      | 17     | 18     | Poz. | Pkt. |
| ---- | ------- | -------------- | ------ | ------ | ------ | ------ | ------ | ------ | ------ | ------ | ------ | ------ | ------ | ------- | ------ | ------ | ------- | ------- | ------ | ------ | ---- | ---- |
| 2005 | 125 cm³ | KTM            | SPA    | POR    | CHN    | FRA    | ITA    | CAT NU | NED    | GBR    | GER 16 | CZE 15 | JPN    | MAL     | QAT    | AUS    | TUR     | VAL     |        |        | 35   | 1    |
| 2006 | 125 cm³ | KTM            | SPA    | QAT 26 | TUR 19 | CHN 20 | FRA 18 | ITA 16 | CAT    | NED 31 | GBR NU | GER 18 | CZE 12 | MAL DNS | AUS    | JPN    | POR     | VAL     |        |        | 26   | 4    |
| 2007 | 125 cm³ | Aprilia        | QAT    | SPA    | TUR    | CHN    | FRA    | ITA    | CAT 9  | GBR    | NED 10 | GER 13 | CZE    | RSM 7   | POR 6  | JPN 15 | AUS NU  | MAL 13  | VAL NU |        | 18   | 39   |
| 2008 | 125 cm³ | Aprilia        | QAT 3  | SPA 4  | POR 8  | CHN 5  | FRA 6  | ITA 10 | CAT 4  | GBR NU | NED 12 | GER 2  | CZE 1  | RSM NU  | IND 3  | JPN 1  | AUS 2   | MAL NU  | VAL NU |        | 4    | 187  |
| 2009 | 125 cm³ | Aprilia        | QAT 8  | JPN 4  | SPA NU | FRA NU | ITA 8  | CAT 7  | NED 6  | GER NU | GBR NU | CZE 7  | IND 7  | RSM 6   | POR 4  | AUS NU | MAL NU  | VAL NU  |        |        | 10   | 85   |
| 2010 | Moto2   | Suter          | QAT NU | SPA 14 | FRA 9  | ITA 14 | GBR NU | NED 19 | CAT    | GER 9  | CZE 9  | IND NU | RSM 5  | ARA 9   | JPN 7  | MAL 7  | AUS 5   | POR 1   | VAL NU |        | 9    | 97   |
| 2011 | Moto2   | Kalex          | QAT 1  | SPA 5  | POR 1  | FRA 3  | CAT 1  | GBR 1  | NED NU | ITA 2  | GER 2  | CZE 3  | IND 6  | RSM 2   | ARA 8  | JPN 4  | AUS 2   | MAL 2   | VAL    |        | 1    | 274  |
| 2012 | MotoGP  | Honda          | QAT 8  | SPA 7  | POR 9  | FRA 5  | CAT 8  | GBR 8  | NED NU | GER 5  | ITA 4  | USA 7  | IND 6  | CZE 5   | RSM 6  | ARA NU | JPN 6   | MAL NU  | AUS 6  | VAL NU | 8    | 135  |
| 2013 | MotoGP  | Honda          | QAT NU | AME 5  | SPA NU | FRA 10 | ITA 4  | CAT 5  | NED 6  | GER 4  | USA 2  | IND 7  | CZE 6  | GBR 6   | RSM 5  | ARA 5  | MAL DNS | AUS DNS | JPN 5  | VAL 6  | 7    | 156  |
| 2014 | MotoGP  | Honda          | QAT NU | AME 4  | ARG 5  | SPA 10 | FRA 7  | ITA NU | CAT 5  | NED 10 | GER 16 | IND NU | CZE 7  | GBR 7   | RSM NU | ARA 4  | JPN 7   | AUS NU  | MAL 4  | VAL 8  | 9    | 117  |
| 2015 | MotoGP  | Yamaha Forward | QAT 16 | AME NU | ARG 15 | SPA 16 | FRA NU | ITA NU | CAT 8  | NED NU | GER    |        |        |         |        |        |         |         |        |        | 18   | 17   |
| 2015 | MotoGP  | Aprilia        |        |        |        |        |        |        |        |        |        | IND 20 | CZE 14 | GBR NU  | RSM 16 | ARA 18 | JPN 18  | AUS 21  | MAL 10 | VAL 18 | 18   | 17   |
| 2016 | MotoGP  |                | QAT NU | ARG 7  | AME 10 | ESP 14 | FRA 10 | ITA    | CAT    | NED    | GER    | AUT    | CZE    | GBR     | SMR    | ARA    | JPN     | MAL     | AUS    | VAL    | 12*  | 23*  |

* – sezon w trakcie